# Лапа-ду-Лобу
Лапа-ду-Лобу (порт. Lapa do Lobo)  —  район (фрегезия) в Португалии,  входит в округ Визеу. Является составной частью муниципалитета  Нелаш. Находится в составе крупной городской агломерации Большое Визеу. По старому административному делению входил в провинцию Бейра-Алта. Входит в экономико-статистический  субрегион Дан-Лафойнш, который входит в Центральный регион. Население составляет 772 человека на 2001 год. Занимает площадь 10,59 км².